# Longford (film)
Longford – dramat z 2006 roku, produkcji brytyjskiej, w reżyserii Toma Hoopera.
Film oparty jest na wydarzeniach autentycznych i przedstawia starania Lorda Longford o ułaskawienie seryjnej morderczyni Myry Hindley.

## Obsada
- Jim Broadbent jako  Lord Longford
- Samantha Morton jako Myra Hindley
- Lindsay Duncan jako Lady Elizabeth Longford
- Tam Dean Burn jako Roy
- Robert Pugh jako Harold Wilson
- Kate Miles jako Rachel Pakenham
- Andy Serkis jako Ian Brady
- Lee Boardman

## Nagrody i nominacje
Film został wyróżniony kilkoma nagrodami, m.in. nagrodą BAFTA dla najlepszego aktora i trzema Złotymi Globami - w kategoriach: Najlepszy miniserial lub film telewizyjny, Najlepszy aktor w miniserialu lub filmie telewizyjnym i Najlepsza aktorka drugoplanowa w serialu, miniserialu lub filmie telewizyjnym.